# 1747 en science
| Années de la science : 1744 - 1745 - 1746 - 1747 - 1748 - 1749 - 1750    |
| Décennies de la science : 1710 - 1720 - 1730 - 1740 - 1750 - 1760 - 1770 |

Cet article présente les faits marquants de l'année 1747 en science.

## Événements
- 14 février : fondation de l’École des Ponts et Chaussées à Paris par Trudaine et Perronet. Renaissance d’un réseau routier cohérent en France[1].
- 20 mai-16 juin : James Lind, chirurgien de marine de la Royal Navy, réalise le premier essai clinique du traitement du scorbut à bord d'un navire qui croise au large des Asturies ; il constate que les marins qui ont consommé des oranges et des citrons se rétablissent[2].

- 24 juin - 14 octobre : les navires britanniques Dobbs et California, commandés par les capitaines William Moore et Francis Smith, explorent la baie d'Hudson et découvrent qu'il n'y a pas de passage du Nord-Ouest par cette route[3].

- Le naturaliste français François Fresneau de la Gataudière découvre sur les bords de l'Approuague, en Guyane, l'Hevea brasiliensis, l'arbre à caoutchouc[4].

## Publications

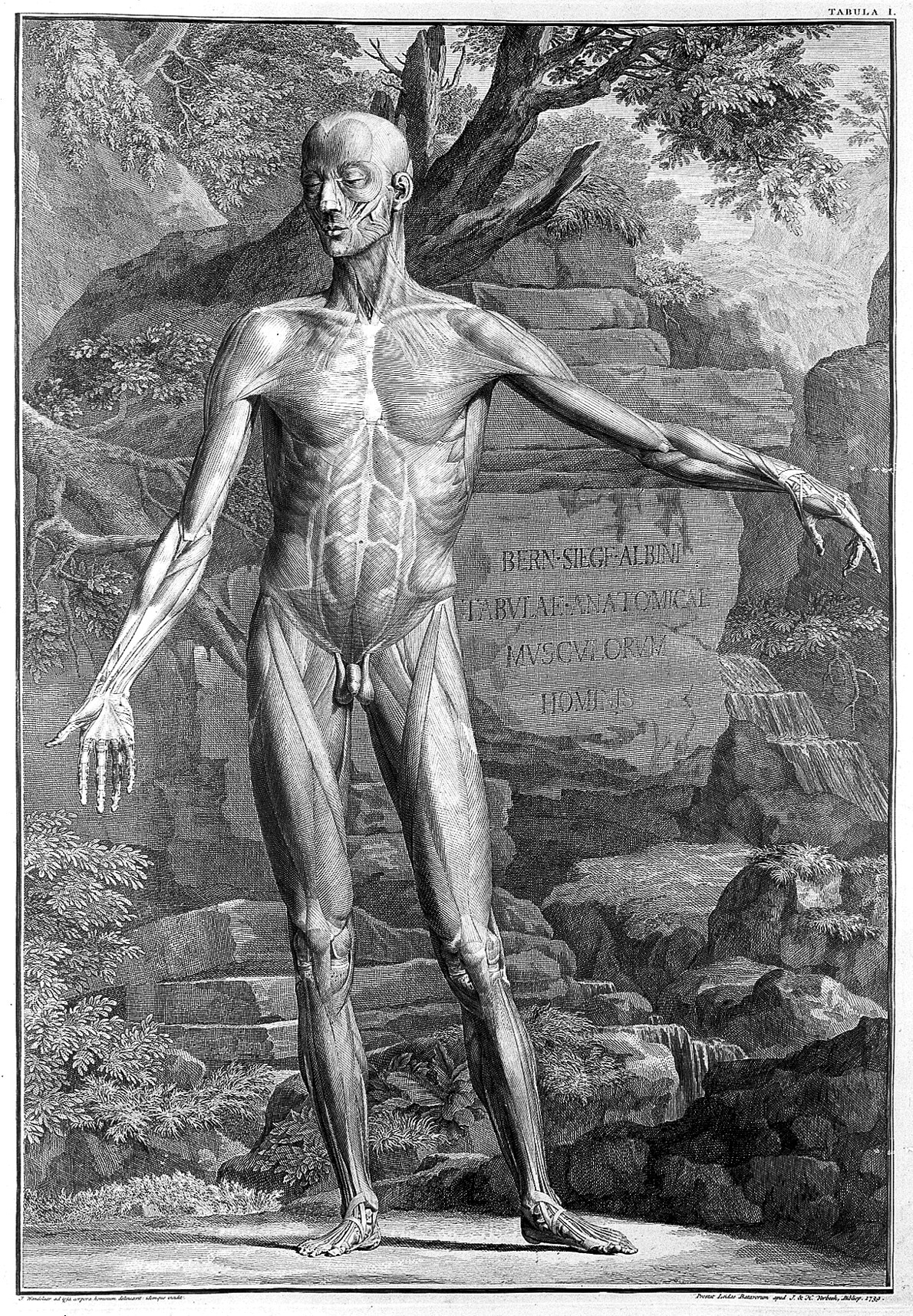
Figure montrant les muscles du corps, Tabulae sceleti et musculorum corporis humani.

- Bernhard Siegfried Albinus : Tabulae sceleti et musculorum corporis humani (Planches du squelette et des muscles du corps humain), Leyde, illustré par Jan Wandelaar.
- Albrecht von Haller : Primae linea physiologiae in usum praelectionium academicarum.

## Prix
- Médailles de la Royal Society
  - Médaille Copley : Gowin Knight

## Naissances

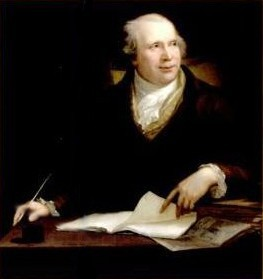
Marcus Herz

- 13 janvier : Charles de Nieuport (mort en 1827), mathématicien français.
- 17 janvier : Marcus Herz (mort en 1803), médecin et philosophe allemand.
- 19 janvier : Johann Elert Bode (mort en 1826), astronome allemand.
- 10 février :
  - Aida Yasuaki (mort en 1817), mathématicien japonais.
  - André Thouin (mort en 1824), botaniste et agronome français.
- 22 avril : Joseph Hubert (mort en 1825), scientifique, savant, botaniste et naturaliste réunionnais[5].
- 8 mai : Mathias Metternich (mort en 1825), mathématicien, physicien, publicitaire et homme politique  allemand.
- 7 octobre : Antoine Nicolas Duchesne (mort en 1827), agronome français.
- 30 décembre : Reuben Burrow (mort en 1792), mathématicien et orientaliste anglais.

## Décès
- 15 janvier : François Gigot de Lapeyronie (né en 1678), chirurgien français, premier chirurgien et confident du roi Louis XV.
- 25 janvier : Francesco de Ficoroni (né en 1664), archéologue et antiquaire italien.
- 7 mars : Nicolas Mahudel (né en 1673), jésuite et médecin français.
- 19 juin : Alessandro Marcello (né en 1684), écrivain, philosophe, compositeur et mathématicien italien.